# Charinus alagoanus
Espèce
Charinus alagoanus est une espèce d'amblypyges de la famille des Charinidae.

## Distribution
Cette espèce est endémique de l'Alagoas (Brésil). Elle se rencontre aux alentours de Murici.

## Description
La carapace des femelles mesure 2,76 mm de long sur 4,00 et 2,80 mm de long sur 3,76.

## Étymologie
Son nom d'espèce lui a été donné en référence au lieu de sa découverte, l'Alagoas.

## Publication originale
- Miranda, Giupponi, Prendini & Scharff, 2021 : « Systematic revision of the pantropical whip spider family Charinidae Quintero, 1986 (Arachnida, Amblypygi). » European Journal of Taxonomy, no 772, p. 1–409 (texte intégral).